# Saeward von Essex

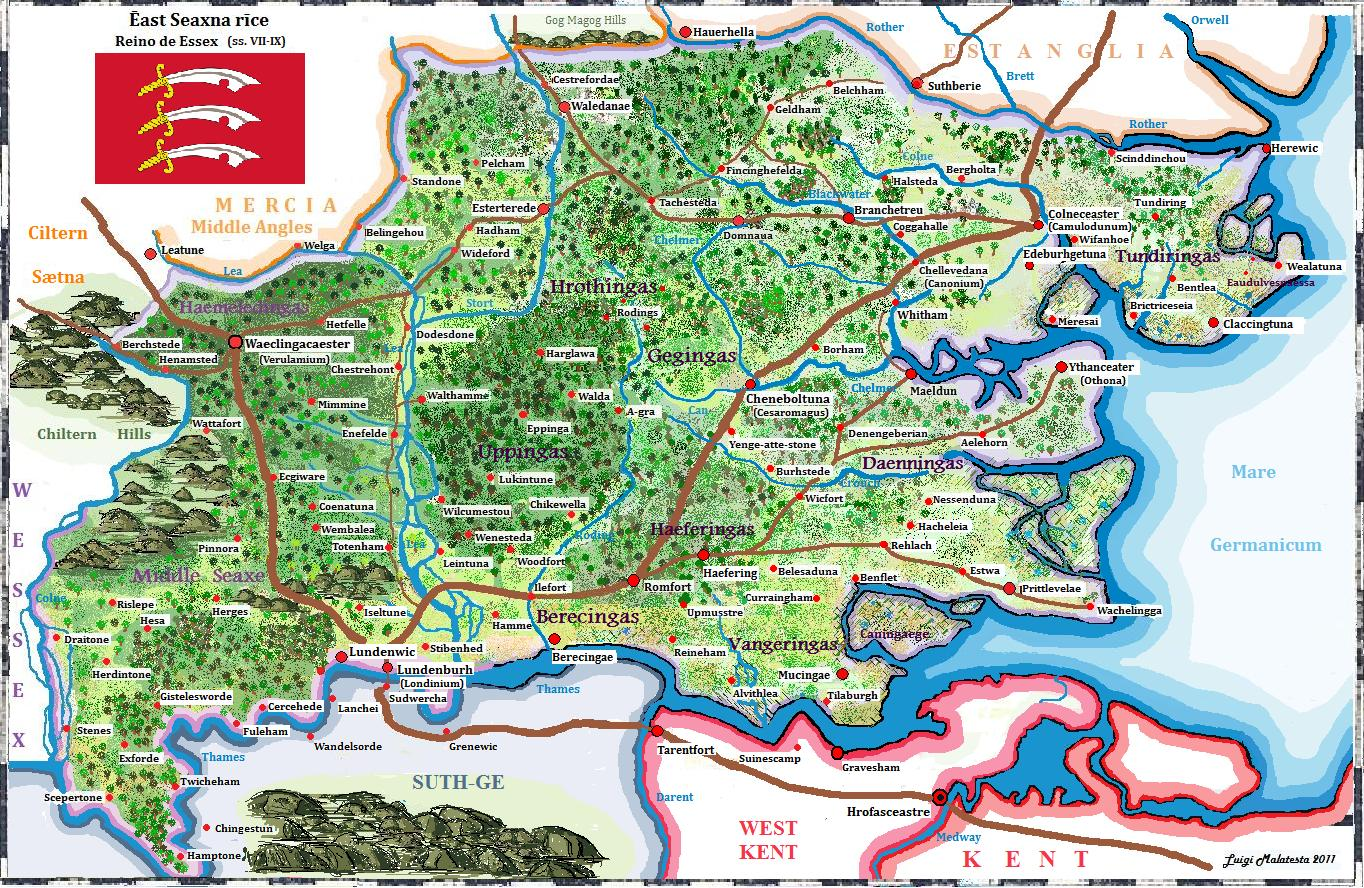
Essex in frühangelsächsischer Zeit

Saeward (auch Sævvard) († 617) war von 616 bis 617 zusammen mit seinem Bruder Sexred König des angelsächsischen Königreichs Essex.

## Leben
Sæberht hatte drei Söhne, Sexred, Saeward und einen weiteren, dessen Name nicht überliefert wurde, die nach seinem Tod 616/617 den christlichen Glauben aufgaben und gemeinschaftlich den Thron bestiegen. Saeward vertrieb zusammen mit seinen Brüdern den Londoner Bischof Mellitus aus Essex. Es liegen jedoch keinerlei Hinweise auf allgemeine Christenverfolgungen vor, vielmehr sollte die Vorherrschaft Kents beseitigt werden, dessen König Æthelberht I. das Christentum im Jahre 604 in Essex eingeführt und heidnische Kulte verdrängt hatte. 617 fielen Saeward und seine Brüder in einer Schlacht gegen die westsächsischenen Gewissæ.
Sein Sohn Sigeberht I. wurde Nachfolger auf dem Thron.